# Kuttjärnen, Ångermanland
Kuttjärnen är en sjö i Örnsköldsviks kommun i Ångermanland och ingår i Husåns huvudavrinningsområde.